# Habiba Bouhamed Chaabouni
Habiba Bouhamed Chaabouni est une généticienne et universitaire tunisienne, professeure à l'université de Tunis - El Manar.
Elle se consacre à l'amélioration de la santé des enfants et familles affectés par des maladies génétiques et se bat pour que la génétique médicale soit reconnue comme une discipline de premier plan dans son pays.

## Études et carrière
En 1975, Habiba Bouhamed Chaabouni obtient un doctorat à la faculté de médecine de Tunis. En 1978, elle obtient un diplôme d'études approfondies (DEA) en biologie du développement à l'université Paris-Descartes puis, l'année suivante, un autre DEA en physiologie avec option génétique et un diplôme de spécialité en pédiatrie à la faculté de médecine de Tunis, ainsi qu'un certificat d'études spéciales en génétique à l'université Paris-Descartes.
Devenue assistante hospitalo-universitaire à l'hôpital Charles-Nicolle de Tunis en 1980, elle obtient un certificat de statistiques appliquées à la médecine (option thérapeutique) et un certificat de méthodologie statistique à l'Institut de statistique des universités de Paris.
En 1985, elle devient maître de conférences agrégée et directrice du département de génétique à la faculté de médecine de Tunis. Elle devient professeure en médecine génétique dans la même faculté en 1993.
En 1989, elle fonde le service hospitalo-universitaire des services de maladies congénitales et héréditaires à l'hôpital Charles-Nicolle de Tunis, qu'elle dirige jusqu'en 2014. Au sein de la faculté de médecine de Tunis, elle fonde en 1994 le DEA puis le master en génétique humaine, qu'elle coordonne jusqu'en 2012, puis fonde en 1997 le doctorat en biologie de la santé, qu'elle coordonne encore en 2018. En 1999, elle y fonde le laboratoire de génétique humaine et en devient la directrice jusqu'en 2015.

## Projets et recherches
Dès le début de sa carrière et pendant plus d'une décennie, elle contribue à la mise à disposition de services de conseil génétique à la population, proposés pour la première fois en 1981 avant qu'un service de génétique médicale et de consultation ne voit le jour en 1993. Par ailleurs, dans une étude épidémiologique sur la consanguinité menée dans le nord de la Tunisie en 1983, elle découvre qu'un quart des mariages se fait entre cousins germains, augmentant ainsi le risque de maladies génétiques.
Elle contribue également à la recherche en médecine génétique, identifiant et décrivant de nouvelles mutations intervenant dans différentes pathologies, et à de nombreuses d'initiatives internationales se rapportant aux maladies héréditaires, dont la Déclaration universelle sur le génome humain et les droits de l'homme adoptée par la conférence générale de l'Unesco.

## Titres honorifiques
Depuis 2011, elle est membre correspondante étrangère à l'Académie nationale de médecine. Depuis 2013, elle est aussi membre correspondante de l'Académie tunisienne des sciences, des lettres et des arts.
En parallèle, elle est membre du bureau de l'Association Femmes et Leadership et de plusieurs réseaux internationaux, comme le Réseau euro-méditerranéen (2003-2012), EuroMed Connect (2004) et le Réseau des experts gouvernementaux auprès du Comité international de bioéthique (1997). Elle est également consultante auprès de l'Organisation mondiale de la santé et du conseil génétique de la Ligue arabe.

## Prix et distinctions
En 1992 et 2006, le président de la République tunisienne Zine el-Abidine Ben Ali la décore de l'Ordre de la République. En 1997 et 2007, elle est également décorée de l'Ordre du Mérite pour l'enseignement.
En 2006, elle reçoit le prix L'Oréal-Unesco pour les femmes et la science,. En 2007, elle obtient le Prix international Il Lazio tra Europa e Mediterraneo pour la recherche scientifique remis par la région du Latium.

## Publications notables
- (en) S. Riou, C. El Younsi et Habiba Chaabouni, « Consanguinity in the population of northern Tunisia », La Tunisie médicale, vol. 67, no 3,‎ 1989, p. 167 (ISSN 0041-4131).
- (en) Habiba Chaabouni, Myriam Chaabouni, Faouzi Maazoul, Ridha M'rad, Lamia Ben Jemaa, Nizar Smaoui, Khaled Terras, Hassen Kamoun, Neila Belghith, Hana Ridene, Boujemaa Oueslati et Faouzia Zouari, « Prenatal diagnosis of chromosome disorders in Tunisian population », Annales de génétique, vol. 44, no 2,‎ avril 2001, p. 99-104.
- (en) Habiba Bouhamed Chaabouni, Mohamed Ksantini, Ridha M'rad, Maher Kharrat, Myriam Chaabouni, Faouzi Maazoul, Zouhair Bahloul, Lamia Ben Jemaa, Fatma Ben Moussa, Taoufik Ben Chaabane, Skander Mrad, Isabelle Touitou et Nizar Smaoui, « MEFV mutations in Tunisian patients suffering from familial Mediterranean fever », Seminars in Arthritis and Rheumatism (de), vol. 36, no 6,‎ juin 2007, p. 397-401 (ISSN 0049-0172).
- (en) Oussama M'hamdi, Inès Ouertani, Faouzi Maazoul et Habiba Bouhamed Chaabouni, « Prevalence of Bardet-Biedl syndrome in Tunisia », Journal of Community Genetics, vol. 2, no 2,‎ 2011, p. 97-99 (ISSN 1868-310X).
- (en) Oussama M'hamdi, Inès Ouertani et Habiba Bouhamed Chaabouni, « Update on the genetics of Bardet-Biedl syndrome », Molecular Syndromology, vol. 5, no 2,‎ 2014, p. 51-56 (ISSN 1661-8769).